# Liste der Staatsoberhäupter 816
Übersicht
◄◄ | ◄ | 812 | 813 | 814 | 815 | Liste der Staatsoberhäupter 816 | 817 | 818 | 819 | 820 | ► | ►►

Weitere Ereignisse

## Afrika
- Aghlabiden 
  - Emir: 'Abdallah I. ibn Ibrahim (812–817)

- Idrisiden in Marokko
  - Imam: Idris II. (791–828)

- Rustamiden
  - Imam: 'Abd al-Wahhab ibn 'Abd al-Rahman (788–824)

## Amerika
- Maya
  - Copán
    - Herrscher: Yax Pasaj Chan Yoaat (762–820)

## Asien
- Bagan
  - König: Sawhkinhnit (802–829)

- China
  - Kaiser: Tang Xianzong (805–820)

- Iberien (Kartlien)
  - König: Aschot I. (786–830)

- Indien
  - Östliche Chalukya
    - König: Vijayaditya II. (808–847)

  - Pala
    - König: Devapala (810–850)

  - Pallava
    - König: Thandi Varman (775–825)

  - Pandya
    - König: Varagunan I. (800–830)

  - Pratihara
    - König: Param Bhattarak Parmeshwar Nagabhata II. (805–833)

  - Rashtrakuta
    - König: Amoghavarsha I. (814–878)

- Japan
  - Kaiser: Saga (809–823)

- Kaschmir
  - König: Lalitapida (813–825)

- Khmer
  - König: Jayavarman II. (802–850)

- Korea
  - Balhae
    - König: Kangjong Hui (812–817)

  - Silla
    - König: Heondeok (809–826)

- Kalifat der Muslime
  - Kalif: al-Ma'mūn (813–833)

- Nanzhao
  - König: Meng Quanlongsheng (809–816)
  - König: Meng Quanlisheng (816–823)

- Tibet
  - König: Tri Relpachen (815–836)

## Europa
- Bulgarien
  - Khan: Omurtag (814–831)

- Byzantinisches Reich
  - Kaiser: Leo V. (813–820)

- England (Heptarchie)
  - East Anglia
    - zu Mercia 800–827

  - Essex
    - König: Sigered (798–825)

  - Kent
    - König: Cenwulf (807–821)

  - Mercia
    - König: Cenwulf (796–821)

  - Northumbria
    - König: Eanred (810–840)

  - Wessex
    - König: Egbert (802–839)

- Fränkisches Reich
  - König: Ludwig der Fromme (814–840)
  - Grafschaft Toulouse
    - Graf: Beggo I. (806–816)
    - Graf: Berengar von Toulouse (816–835)

- Italien
  - Kirchenstaat
    - Papst: Leo III. (795–816)
    - Papst: Stephan IV. (816–817)

  - Venedig
    - Doge von Venedig: Angelo Partecipazio (810–827)

- Schottland
  - Dalriada
    - König: Konstantin (781–820)

  - Strathclyde
    - König: Dumnuagal IV. (ca. 810–ca. 840)

  - Pikten
    - König: Konstantin (789–821)

- Spanien
  - Asturien
    - König: Alfons II. (791–842)

  - Grafschaft Barcelona
    - Graf: Berà (801–820)

  - Emirat von Córdoba
    - Emir: al-Hakam I. (796–822)

- Wales
  - Gwynedd
    - Fürst: Cynan Dindaethwy ap Rhodri (798–816)
    - Fürst: Hywel Farf-Fehinog ab Caradog (816–825)

  - Powys
    - Fürst: Cyngen ap Cadell (808–854)